# Esther Henseleit
Esther Henseleit, född den 14 januari 1999 i Varel, är en tysk golfspelare.
Esther Henseleit blev professionell golfspelare 2019, och har vunnit tre tävlingar. Hon tog OS-silver i golf i samband med de olympiska spelen 2024 i Paris.